# Kate Humble
Katherine "Kate" Humble, född 12 december 1968 i Wimbledon, London, är en brittisk programledare, främst för BBC, med inriktning på natur och vetenskap.

## Biografi
Kate växte upp i Bray i Berkshire hos föräldrarna Nick Humble och Diana Carter (hon var barnbarn till den kända brittiska flygaren Bill Humble). 
Efter skolan reste hon genom Afrika från Kapstaden till Kairo och försörjde sig på olika sätt, som servitris, modell, förare av safari-bilar och djurskötare på en krokodil-farm och hon har återvänt till Afrika många gånger därefter. År 1994 reste hon runt på Madagaskar, som blev ämnet för hennes första artikel i resebilagan för The Daily Telegraph. Efter det har hon skrivit många artiklar från exempelvis Kamerun, Ghana och Kuba.
År 1990 deltog hon första gången som skådespelare i en TV-produktion, Spymaker: The Secret Life of Ian Fleming. Uppgiften var egentligen att casta en skådespelare till en nakenscen, men hon fick rollen själv.
Hon började sin TV-karriär med research, med övergick till att presentera program som Top Gear, Tomorrow's World och reseprogrammet The Holiday Programme – You call the shots . Efter hand specialiserade hon sig på naturprogram som Animal Park, Springwatch och Autumnwatch och senare Wild in Africa och Seawatch.
Mellan 2000 och 2005 ledde hon BBC-serien Rough Science och 2008 The Blue Planet live!, 2008 The Hottest Place On Earth., 2009 en serie om Mellanöstern, 2011 The Spice Trail, om handelsvägarna för värdefulla kryddor., 2012 Orbit, och Volcano Live.
Humble gifte sig med TV-producenten Ludo Graham 1992 och de äger på en lantgård och föder upp får. Hon är engagerad biodlare och medlem i British Beekeepers Association.
Hon är inte religiös men har ett nära förhållande till naturen och är naturist, "likes to get closer to nature by being naked". Om att vara naken säger hon: "There's something joyous about it, and I urge everyone to try it."
År 2009 blev hon ordförande för Royal Society for the Protection of Birds.